# 岩上順一
岩上 順一（いわかみ じゅんいち、1907年（明治40年）1月2日 - 1958年（昭和33年）8月14日）は、日本の文芸評論家。

## 来歴
山口県吉敷郡小郡町（現山口市）に生まれる。家が貧しいため、中学進学ができなかったので、小郡の変電所に勤務するが、学業への意志は強く、鴻城中学校の編入試験に合格した。卒業後は早稲田大学に進み、英文科に所属するも、そのころから社会運動にかかわり、何度か検挙され、結局大学は中退という形になった。
その後、会社勤めをしながら評論を書くことを志し、1938年に評論家としての最初の文章が『中央公論』に掲載される。この時期、活発に評論活動を行い、1941年5月3日の『朝日新聞』には「全国民を動かす政治的指導が絶対に必要である。翼賛会に対する国民の期待の過半は、統一的な指導力への希望である」という大政翼賛会讃美の文章を記した。暴露本『進歩的文化人　学者先生戦前戦後言質集』（全貌社、1957年）には「翼賛会に統一的指導力を期待」という副題で戦時中の論調が紹介されている。
1941年に最初の評論集『文学の饗宴』が出版される。戦争に傾斜する文学動向に対して、批判的な立場で論陣をはっていた。そのため、1943年には治安維持法違反のかどで検挙される。
戦後は、すぐに文学活動を再開し、1945年12月の新日本文学会の創立大会で中央委員に選ばれ、書記長をつとめる。この時期には、平野謙や荒正人たちの小林多喜二評価に対して、批判的な意見を発表していた。
1950年代には、新日本文学会に対抗して創刊された雑誌『人民文学』の中心的な評論家として活動、特に宮本百合子の作品に対して、その小市民性を批判した。この時代には、ソ連との友好関係樹立のために積極的にはたらき、1955年には徳永直とともに訪ソした。
晩年は若い世代の勉強会を組織し、津田孝たちを育てた。 
1958年8月14日、脳腫瘍のため死去、享年51歳。

## 著書
- 『横光利一』三笠書房〈現代叢書 39〉、1942年9月。 NCID BA30957511。全国書誌番号:46025212。
  - 『横光利一』東京ライフ社〈作家論シリーズ 11〉、1956年10月。 NCID BN09273915。全国書誌番号:56005933。
  - 『横光利一』吉田精一監修、日本図書センター〈近代作家研究叢書 60〉、1987年10月。ISBN 9784820506898。 NCID BN01695606。全国書誌番号:88004393。
- 『文学の主体 評論集』桃蹊書房、1942年2月。 NCID BN10488497。全国書誌番号:46025271。
- 『歴史文学論』中央公論社、1942年3月。 NCID BN12953521。全国書誌番号:46027226。
  - 『歴史文学論』文化評論社、1947年12月。 NCID BN0748416X。全国書誌番号:46027225。
- 『批評』白揚社〈現代生活群書〉、1943年5月。 NCID BA45076279。全国書誌番号:46001082。
- 『新文学の想念』昭森社、1943年2月。 NCID BN13089104。全国書誌番号:46027587。
- 『「戦争と平和」論』河出書房、1946年11月。 NCID BN15177461。全国書誌番号:46029648。
- 『文学の眺望』十月書房、1947年9月。 NCID BA48792783。全国書誌番号:46024797。
- 『文学の虚実 横光利一論』玄理社、1947年11月。 NCID BN08604132。全国書誌番号:46025038。
  - 『文学の虚実 横光利一論』（再版）玄理社、1947年11月。全国書誌番号:49000610。
- 『人間の確立 評論集』万里閣、1947年1月。 NCID BN15231884。全国書誌番号:75022432。
- 『階級芸術論』雄山閣、1948年12月。 NCID BA31226307。全国書誌番号:46022613 全国書誌番号:48005131。
  - 『階級芸術論』（2版）雄山閣、1949年。全国書誌番号:61008429。
- 『作家論』批判社、1948年2月。 NCID BN1258668X。全国書誌番号:46025039。
  - 『作家論』（再版）批判社、1949年。全国書誌番号:49002108。
- 『闘う人道主義者 トルストイ』伊藤書店〈少年少女伝記読本 6〉、1949年12月。全国書誌番号:45023729。
- 『志賀直哉』八雲書店、1949年1月。 NCID BN03225002。全国書誌番号:49002010。
  - 『志賀直哉』三笠書房〈三笠新書〉、1955年8月。 NCID BN1100630X。全国書誌番号:55006807。
- 『文学案内』冬芽書房、1950年3月。 NCID BN11568944。全国書誌番号:50000227。
- 『モスクワ・北京・文学の旅』河出書房〈河出新書 119〉、1955年9月。 NCID BN08661169。全国書誌番号:55011745。
- 『変革期の文学』三一書房、1959年7月。 NCID BN05951821。全国書誌番号:59006765。
- 『漱石入門』中央公論社、1959年12月。 NCID BN09387787。全国書誌番号:60000542。

### 共著
- 蔵原惟人、除村吉太郎、岩上順一、古在由重『マルクス主義芸術論入門』学芸社、1950年6月。 NCID BN13419810。
  - 蔵原惟人、除村吉太郎、岩上順一、古在由重『マルクス主義芸術論入門』（再版）学芸社、1951年3月。全国書誌番号:51002103。

### 共編
- 重松優子 著、岩上順一・岩上淑子 編『おもかげ』重松養二、1936年6月。全国書誌番号:44043804。

### 翻訳
- ベリンスキイ『レールモントフ論』日本評論社〈日本古典文庫 100〉、1950年12月。 NCID BN12157402。全国書誌番号:51001240。
- ババイエフスキー『金の星の騎士』三一書房、1951年9月。 NCID BN12610820。全国書誌番号:51007547。
- 『金の星の騎士』 続編、三一書房、1952年6月。 NCID BN12610820。全国書誌番号:52006085。
- C.ズロービン『ステパン・ラージン』 上巻、河出書房〈ソヴェト文学全集 15〉、1952年11月。 NCID BN11150805。全国書誌番号:53002306。
- C.ズロービン『ステパン・ラージン』 下巻、河出書房〈ソヴェト文学全集 16〉、1953年7月。 NCID BN11150805。全国書誌番号:53006443。
- ペ・ニキフオロフ『ボリシェヴィキの地下活動』五月書房、1953年10月。 NCID BA43806938。全国書誌番号:53008761。
- セマーノヴァ『学習版 チェーホフ研究入門』未来社、1954年7月。 NCID BN12004911。全国書誌番号:54007411。
- スタニスラフスキイ『芸術座のチェーホフ』未来社〈てすぴす叢書 33〉、1954年9月。 NCID BA32100891。全国書誌番号:。
- ゴーリキー『作家論』みすず書房〈ゴーリキー文学論集 1〉、1954年11月。 NCID BN05928411。全国書誌番号:55000878。
- レオニード・ボリソフ『朝の約束』三笠書房〈若草文庫ポケットサイズ〉、1956年7月。全国書誌番号:56012520。
- ヴォドピヤーノフ『北極を飛ぶ 自伝物語』平凡出版、1956年11月。 NCID BA33878400。全国書誌番号:57002659。
- ニコライ・チュコフスキー『バルチックの空』潮書房〈世界航空文学全集 2〉、1957年2月。 NCID BA91508023。全国書誌番号:57003759。
- トリフオノワ『エレンブルグ』角川書店、1957年4月。 NCID BA37997605。全国書誌番号:57004944。
- マトヴェーエフ『十七歳の娘たち』三笠書房〈若草文庫〉、1957年。 NCID BA46386908。全国書誌番号:58000165。
- カルナウーホワ『愛の学級』小坂茂絵、講談社〈世界少女小説全集 18〉、1958年。全国書誌番号:45030841。

### 共訳
- 周揚 編、岩上順一・島田政雄 訳『マルクス主義文学論』三一書房、1954年7月。 NCID BN13016406。全国書誌番号:54007944。

## 文献
- 『変革期の文学』『岩上順一追想集』（以上2冊の合本、三一書房、1959年）